# Емма (телесеріал, 1960)
«Емма» (англ. Emma) — телевізійна адаптація однойменного роману Джейн Остін 1815 року, створена BBC 1960 року.

## Сюжет
Емма Вудгауз — заможна молода жінка, яка не має наміру одружуватися, але не шкодує зусиль, щоб знайти пару своїм друзям і знайомим. Її єдиним критиком є сусід Джордж Найтлі, брат чоловіка старшої сестри Емми.
Емма вважає себе спостережливою, проникливою та винахідливою. Однак, виявляється, що все не завжди складається так, як вона запланувала. Це завдає багатьох прикрощів їй самій та іншим. А коли її подруга Гаррієт, якій міс Вудгауз намагається знайти нареченого, раптом виявляє цікавість до Джорджа Найтлі, Емма розуміє, що сама закохана у нього.

## У ролях
| Актор            | Персонаж                               | Примітка |
| ---------------- | -------------------------------------- | -------- |
| Даяна Ферфакс    | Емма Вудгауз (англ. Emma Woodhouse)    | 6 серій  |
| Пол Дейнмен      | Джордж Найтлі (англ. George Knightley) | 6 серій  |
| Перліта Нілсон   | Гаррієт Сміт (англ. Harriet Smith)     | 6 серій  |
| Леслі Френч      | містер Вудгауз (англ. Mr. Woodhouse)   | 6 серій  |
| Теа Голм         | місис Вестон (англ. Mrs. Weston)       | 6 серій  |
| Філіп Рей        | містер Вестон (англ. Mr. Weston)       | 6 серій  |
| Джилліан Лінд    | міс Бейтс (англ. Miss Bates)           | 5 серій  |
| Петра Дейвіз     | Джейн Ферфакс (англ. Jane Fairfax)     | 5 серій  |
| Девід Мак-Каллам | Френк Черчилл (англ. Frank Churchill)  | 5 серій  |
| Філіп Говард     | лакей у Гартфілді                      | 5 серій  |
| Реймонд Янг      | містер Елтон (англ. Mr. Elton)         | 4 серії  |
| Мей Галлатт      | місис Бейтс (англ. Mrs. Bates)         | 3 серії  |
| Девід Коул       | Роберт Мартін (англ. Robert Martin)    | 3 серії  |
| Джорджина Куксон | місис Елтон (англ. Mrs. Elton)         | 3 серії  |
| Джойс Чанселлор  | місис Форд (англ. Mrs. Ford)           | 2 серії  |

1. ↑  Person Profile // Internet Movie Database — 1990.